# 布萊克哈默鎮區 (明尼蘇達州休斯頓縣)
布萊克哈默鎮區（英語：Black Hammer Township）是位於美國明尼蘇達州休斯頓縣的一個行政鎮區。

## 地方資料
布萊克哈默鎮區的面積為92.41平方千米，當中陸地面積為92.28平方千米，而水域面積為0.12平方千米。根據2020年美國人口普查的數據，當地共有人口272人，而人口密度為每平方千米2.94人。